# 瓦瓦伊河
瓦瓦伊河（俄语：Река Вавай）或何日川（日语：／）是萨哈林州科尔萨科夫区的河流，长16公里，流域面积65.7平方公里，注入大瓦瓦伊斯科耶湖。

## 引用
1. ↑  М·Г·瓦西科夫斯基. . 列宁格勒: 气象出版社. 1973 （俄语）.
2. ↑  . 国家水登记处.   [2023-10-12]. （原始内容存档于2016-03-05）.